# Natrowalentaïta
La natrowalentaïta és un mineral de la classe dels fosfats que pertany al grup de la walentaïta.

## Característiques
La natrowalentaïta és un fosfat de fórmula química [Fe3+0.5Na0.5(H₂O)₆][NaAs3+₂(Fe3+2.33W6+0.67)(PO₄)₂O₇]. Va ser aprovada com a espècie vàlida per l'Associació Mineralògica Internacional l'any 2018, i publicada l'any següent. Cristal·litza en el sistema ortoròmbic. És isostructural amb l'halilsarpita.
L'exemplar que va servir per a determinar l'espècie, el que es coneix com a material tipus, es troba conservat a les col·leccions mineralògiques del Museu d'Història Natural del Comtat de Los Angeles, a Los Angeles (Califòrnia) amb el número de catàleg: 66703.

## Formació i jaciments
Va ser descoberta a la mina Griffins Find Gold, al comtat de Lake Grace (Austràlia Occidental, Austràlia). Aquest indret és l'únic a tot el planeta on ha estat descrita aquesta espècie mineral.